# Smederov
Smederov (dříve také Smrdov nebo Smedrov, německy Smederau) je vesnice, část obce Ždírec v okrese Plzeň-jih v Plzeňském kraji. Nachází se asi 1,5 kilometru severovýchodně od Ždírce. Je zde evidováno 65 adres. V roce 2011 zde trvale žilo 70 obyvatel.
Smederov je také název katastrálního území o rozloze 2,1 km².

## Historie
První písemná zmínka o vesnici pochází z roku 1654.

## Obyvatelstvo
| Rok            | 1869 | 1880 | 1890 | 1900 | 1910 | 1921 | 1930 | 1950 | 1961 | 1970 | 1980 | 1991 | 2001 | 2011 | 2021 |
| -------------- | ---- | ---- | ---- | ---- | ---- | ---- | ---- | ---- | ---- | ---- | ---- | ---- | ---- | ---- | ---- |
| Počet obyvatel | 163  | 148  | 175  | 160  | 154  | 174  | 181  | 138  | 143  | 135  | 110  | 75   | 78   | 70   | 92   |
| Počet domů     | 23   | 24   | 26   | 25   | 26   | 26   | 32   | 42   | 42   | 39   | 36   | 40   | 40   | 44   | 44   |

## Obecní správa
Při sčítání lidu v letech 1850–1899 Smederov byl osadou obce Ždírec v okrese Plzeň. V letech 1900–1959 byl samostatnou obcí, se kterým patřil nejprve do okresu Plzeň, ale v roce 1950 v okrese Blovice. Od roku 1960 je opět částí obce Ždírec v okrese Plzeň-jih.